# The Taking of Pelham One Two Three (1974)
The Taking of Pelham One Two Three is een Amerikaanse film van Joseph Sargent die werd uitgebracht in 1974.
Het scenario is gebaseerd op de gelijknamige roman (1973) van Morton Freedgood.

## Verhaal
In New York stappen vier gewapende vermomde mannen elk in een ander station op de metro van lijn 6. Ze gijzelen achttien mensen in een metrovoertuig dat ze hebben afgekoppeld en eisen een miljoen dollar. Dit losgeld moet worden geleverd binnen het uur anders zullen de reizigers een voor een vermoord worden, een voor elke minuut dat de som niet op tijd aan hen wordt overhandigd.
Luitenant Garber van de metropolitie wordt met de gijzelingszaak belast. Daartoe moet hij samenwerken met de burgemeester, rekening houden met de eisen van de kapers en de klok in het oog houden.

## Rolverdeling
| Acteur          | Personage                           |
| --------------- | ----------------------------------- |
| Walter Matthau  | luitenant Zachary Garber            |
| Robert Shaw     | Bernard Ryder/Mr. Blue              |
| Martin Balsam   | Harold Longman/Mr. Green            |
| Héctor Elizondo | Giuseppe Benvenuto/Mr. Grey         |
| Earl Hindman    | George Steever/Mr. Brown            |
| James Broderick | Denny Doyle                         |
| Dick O'Neill    | Frank Correl                        |
| Tony Roberts    | adjunct-burgemeester Warren LaSalle |
| Lee Wallace     | de burgemeester                     |
| Doris Roberts   | de vrouw van de burgemeester        |
| Jerry Stiller   | luitenant Rico Patrone              |

## Trivia
- Quentin Tarantino ontleende het idee voor de kleurennamen van zijn hoofdpersonages in de gangsterfilm Reservoir Dogs (1992) aan The Taking of Pelham One Two Three. Ook zijn gangsters gebruiken kleuren als pseudoniem.